# 白尾歌百灵
白尾歌百灵（学名：Mirafra albicauda），是百灵科歌百灵属的一种，分布于苏丹、埃塞俄比亚、肯尼亚、坦桑尼亚、刚果民主共和国、乌干达和乍得。全球活动范围约为431,000平方千米。该物种的保护状况被评为无危。
白尾歌百灵的平均体重约为22.0克。栖息地包括淡水湖、亚热带或热带的（低地）干草原和亚热带或热带的（低地）季节性湿润草原。